# Rok Klopčič
Rok Klopčič (27. ledna 1933 Lublaň – 6. června 2010) byl slovinský houslista, hudební esejista a pedagog.

## Život a dílo
V roce 1956 absolvoval Hudební akademii v Lublani a poté strávil dva roky na King's College v Londýně a na kurzech v Osoje a Dubrovníku. Po ukončení studií v Londýně začal v roce 1962 vyučovat hru na housle na Hudební akademii v Lublani, od roku 1981 jako řádný profesor. Jako sólista dosáhl největších úspěchů se Slovinskou filharmonií na koncertech doma i v zahraničí a na recitálech za doprovodu pianisty Marijana Lipovšeka. Zabýval se také teoretickými a praktickými otázkami houslové hry; upravil některé domácí i zahraniční houslové skladby vydané Společností slovinských skladatelů.
V roce 1996 vydal knihu Violina a publikoval odborné články v časopisech The Strad a Strings. Americké nakladatelství Schirmer vydalo pod jeho redakcí více než 20 skladeb standardního houslového repertoáru.
Jeho otcem byl slovinský spisovatel Mile Klopčič a jeho bratrem byl režisér Matjaž Klopčič.